# Camponotus berthoudi
Camponotus berthoudi é uma espécie de inseto do gênero Camponotus, pertencente à família Formicidae.